# Dark Harbor
Pour plus de détails, voir Fiche technique et Distribution.
Dark Harbor est un thriller dramatique britannique réalisé par Adam Coleman Howard, sorti en 1998.

## Synopsis
David Weinberg (Alan Rickman), un avocat d'une cinquantaine d'années et sa femme beaucoup plus jeune Alexis (Polly Walker) se rendent au port en voiture, sous une pluie torrentielle, afin d'attraper le dernier ferry pour rejoindre leur île privée. Sur le chemin, ils trouvent un homme blessé (Norman Reedus) et décident de l'emmener dans la ville la plus proche. Ayant raté le dernier bateau, ils prennent une chambre dans un motel et prennent le ferry du lendemain. Le jeune homme (jamais cité durant le film) y est également mais ils ne le rencontrent pas.
David et Alexis sont mariés depuis 7 ans mais ne s'entendent plus beaucoup. Pour remédier à cela, David décide d'organiser une excursion romantique en bateau mais échoue sur une île à cause du brouillard. Ils y trouvent le jeune homme qui les invite à partager son feu de bois. David sollicite alors son aide pour réparer le bateau et l'invite à rester chez eux. 
Le soir-même, Alexis rêve qu'elle donne une couverture au jeune homme qui s'était endormi un peu plus tôt sur le canapé. Cependant, son mari, jaloux, brandit une hache vers eux. Au réveil, ils se rendent compte que le jeune homme a préparé le petit déjeuner et il s'avère que David lui a donné une couverture.
David, dans un défi invite le jeune homme à rester dîner le soir même pour goûter sa cuisine et part jouer au golf. Durant la journée, Alexis et le jeune homme passent du temps ensemble, buvant et parlant de leur vie. Elle lui apprend alors que son père s'est suicidé lorsqu'elle n'avait que 8 ans et que sa mère refuse de lui parler depuis qu'elle est avec David. Après s'être déguisé dans le hangar à bateau, il lui explique qu'il est poète et lui montre nombreux de ses poèmes écrits de mains différentes, ne sachant écrire lui-même. Il lui demande alors de noter un poème assez sombre sur la noyade, qui lui vient à l'idée. Puis, ils partent cueillir des champignons. Alexis l'arrête avant qu'il en ait mangé un pouvant le tuer en une minute et lui apprend à différencier un champignon mortel d'un champignon aphrodisiaque. Après qu'il eut essayé de l'embrasser et échoué à lui faire manger un champignon aphrodisiaque, ils rentrent à la maison où il s'excuse.
David revient du golf et prétend être malade mais lorsqu'il se souvient du défi, il se rétablit assez pour faire à manger pour sa femme et le jeune homme. Après avoir dîner, David ramène le jeune homme en bateau mais celui-ci se casse à mi-chemin et il n'y a pas d'autres solutions que de laisser le jeune homme dormir une nuit de plus chez eux. Le lendemain matin, après que le jeune homme ait réparé le bateau, David et Alexis ont une violent dispute à la suite de laquelle cette dernière lui demande de partir. Le jeune homme fait de même et lorsque David se jette sur lui s'enfuit dans le hangar. David le poursuit alors. Puis Alexis retrouve David et lui demande de partir. Elle rejoint alors le jeune homme blessé. Celui-ci la séduit en essayant de lui faire manger un champignon aphrodisiaque. Cette fois-ci, elle le laisse faire.
À la suite de cela, a lieu l'enterrement de la jeune femme où est lu le poème que le jeune homme lui avait demandé d'écrire. Il est signé par elle, comme si c'était une lettre de suicide. David y assiste puis retourne en bateau près de l'île où il se déshabille et plonge nu dans l'eau glacée comme s'il s'agissait d'enlever et de ranger sa vie antérieure. 
Quelque temps après, arrive alors une personne portant une capuche qui embrasse David. Cette personne se révèle alors être le jeune homme. Il devient alors clair que David et ce dernier sont amoureux et qu'ils ont planifié la mort d'Alexis.

## Fiche technique
- Titre : Dark Harbor
- Réalisation : Adam Coleman Howard
- Scénario : Adam Coleman Howard et Justin Lazard (en)
- Production : John Hart, Justin Lazard (en) et Jeff Sharp
- Musique : David Mansfield
- Photographie : Walt Lloyd
- Montage : Annette Davey
- Décors : Markus Canter
- Costumes : Kevin Donaldson et Erin Flanagan
- Pays d'origine : Royaume-Uni
- Langue : anglais
- Format : Couleurs - 1,85:1 - Dolby Digital - 35 mm
- Genre : Thriller, drame
- Durée : 96 minutes
- Date de sortie : octobre 1998

## Distribution
- Alan Rickman : David Weinberg
- Polly Walker : Alexis Chandler Weinberg
- Norman Reedus : Jeune homme
- Janet Mecca : Alexis Sr.
- Lewis Flagg : Ministre
- Sasha Lazard : Chanteur

## Distinctions
- 1998 : Nommé dans la catégorie du meilleur film indépendant au Hamptons International Film Festival